# Лебанон Саут (Пенсилванија)
Лебанон Саут (енгл. Lebanon South) насељено је место без административног статуса у америчкој савезној држави Пенсилванија.

## Демографија
По попису из 2010. године број становника је 2.270, што је 125 (5,8%) становника више него 2000. године.
| Група             | 2000.         | 2010.         |
| Белци             | 2.062 (96,1%) | 2.087 (91,9%) |
| Афроамериканци    | 13 (0,6%)     | 20 (0,9%)     |
| Азијати           | 19 (0,9%)     | 35 (1,5%)     |
| Хиспаноамериканци | 38 (1,8%)     | 96 (4,2%)     |
| Укупно            | 2.145         | 2.270         |